# Mike Posma
Mike Posma (né le 16 décembre 1967 à Medford, New Jersey) est un entraîneur et ancien joueur professionnel américain de hockey sur glace.

## Carrière

### En tant que joueur
Mike Posma est repêché dans la LNH en 1986 en 31e position par les Blues de Saint-Louis. Malgré cette place, il ne jouera dans ce championnat. Pendant quatre ans, il joue dans l'équipe des Broncos de Western Michigan en NCAA. En 240 matchs, il marque 174 points. Il participe au championnat du monde de hockey sur glace 1987 avec l'équipe des États-Unis. Il marque deux buts en sept matchs. Il intègre les Devils d'Utica pour la saison 1990-1991 de la LAH. Il marque 49 buts en 78 matchs.
Cependant il part la saison suivante en Europe et rejoint le SC Lyss, club suisse en NLB. Au bout de quatre ans au HC Thurgovie, il est recruté par les Kloten Flyers en NLA pour la saison 1997-1998. En milieu de saison, il part pour les Adler Mannheim qui deviennent champion d'Allemagne. Cependant il n'est pas retenu par l'équipe à cause de son manque de discipline. Il revient en NLB dans le HC Coire et met fin à sa carrière de joueur lors de la saison 1998-1999.

### En tant qu'entraîneur
Il commence aussitôt une carrière d'entraîneur en Suisse. Il est d'abord adjoint du HC Coire puis du Lausanne HC. En 2004, il est l'entraîneur principal du SC Langenthal. Après des problèmes d'alcool au volant, il quitte le club.
En 2008, il dirige le HDD Olimpija Ljubljana dans le championnat de Slovénie. Il est licencié au bout de huit matchs, l'équipe avait marqué seulement trois points. En novembre 2009, il rejoint le HK Jesenice, dernier du EBEL.
Il se fait connaître lorsqu'il prend en novembre 2009 l'entraînement du HC Fassa en Serie A. En décembre 2010, il démissionne et est remplacé par Miroslav Fryčer.